# Kanalen van Hazebroek
De Kanalen van Hazebroek (Frans: Caneaux d'Hazebrouck) werden in de 16e eeuw gegraven om de haven van Hazebroek met de Leie te verbinden. De haven van Hazebroek kwam tot stand in de jaren 1565-1566 onder de regering van Filips II van Spanje. Het eerste deel van het kanaal in Hazebroek is inmiddels gedempt en de kades zijn verdwenen.
Ze omvatten een viertal kanalen: Kanaal van Hazebroek, dat van de voormalige haven van Hazebroek naar De Walle loopt, het Kanaal van de Niepe, het Kanaal van Préaven, een kort stukje kanaal dat beide voornoemde kanalen vanaf De Walle met het Kanaal van de Borre verbindt, dat de benedenloop van de Borrebeek omvat en nabij Meregem in de Leie uitmondt. Deze kanalen hebben tegenwoordig voor de scheepvaart geen betekenis meer.